# Tuulikki Kurki
Tuulikki Kurki (geb. 1971 in Imatra) ist eine Ethnologin und Hochschullehrerin an der Universität Ostfinnland.

## Leben und Wirken
Tuulikki Kurki studierte an der Universität Joensuu (heute Universität Ostfinnland) Europäische Ethnologie (Perinteentutkimus „Traditionsforschung“) und schrieb 1995 ihre Magisterarbeit über Volksmedizin. 1998 erhielt sie in Joensuu ihr Lizentiat mit einer Arbeit über den finnischen Volksschriftsteller Heikki Meriläinen. und wurde ebenfalls in Joensuu 2002 promoviert. Ihre bei der Finnischen Literaturgesellschaft als Monographie veröffentlichte Dissertation basiert auf einer überarbeiteten Version der Lizentiatsarbeit.
Nach der Promotion arbeitete Tuulikki bis 2007 an der Universität als Postdoktorandin. Ab 2008 war sie als Forscherin am Karelischen Institut (Karjalan tutkimuslaitos) angestellt, einem 1971 an der damaligen Hochschule Joensuu gegründeten Forschungsinstitut für Sozial- und Geisteswissenschaften mit Schwerpunkt auf dem Grenzgebiet zwischen Finnland und Russland. Von 2016 bis 2020 war Tuulikki stellvertretende Direktorin des Instituts.
Zu Tuulikkis Forschungsthemen gehört die finnischsprachige Volksliteratur im östlichen Karelien, und sie befasst sich mit ethnologischen und kulturwissenschaftlichen Fragen zum so genannten „Grenzkarelien“. Seit 2021 ist sie Professorin für Kulturwissenschaften mit dem Schwerpunkt Kulturwandel (Kulttuurintutkimuksen, erityisesti kulttuurisen muutoksen tutkimus, professori).

## Veröffentlichungen (Auswahl)
- Tuulikki Kurki: Heikki Meriläinen ja keskusteluja kansanperinteestä. Suomalaisen Kirjallisuuden Seura, Helsinki 2002, ISBN 951-746-397-9 (finnisch).
- Tuulikki Kurki: Rajan kirjailijat. Venäjän Karjalan suomenkieliset kirjailijat tilan ja identiteetin kirjoittajina. Suomalaisen Kirjallisuuden Seura, 2018, ISBN 978-952-222-927-4 (finnisch).